# 劉若英
劉 若英（レネ・リウ、リウ・ルオイン、英: Rene Liu、1969年6月1日 - ）は、台湾台北市出身、台湾の歌手・女優である。ニックネームは奶茶（中国語で「ミルクティー」の意）。血液型はA型、身長160cm。

## 人物・来歴
粗籍は湖南省の客家人である。祖父の劉詠堯は中華民国国防部部長代理で、子供の頃からテレビ等で活躍する。
アメリカのカリフォルニア州立大学で声楽やピアノ演奏を学んだ後、台湾に戻りロックレコードに入る。歌手としてデビューする予定だったが、演出家の目に留まり、1994年、映画『少女シャオユー』と『我的美麗與哀愁』に出演することになる。『少女シャオユー』での演技が台湾アカデミーの最優秀主演女優賞を獲得し本格的な女優デビューを果たす。
音楽活動ではKiroroの「長い間」をカヴァーした「很愛很愛你 Love You More & More」、同じくKiroroの「未来へ」のカヴァー「後来」を歌った。
『ダブル・ビジョン』で第22回香港電影金像奨最優秀助演女優賞受賞。

## 作品

### 映画
- 少女シャオユー（少女小漁）（1994年）
- （我的美麗與哀愁）（1994年）
- 南京1937（南京1937）（1995年）
- （今天不回家）（1995年）
- （紅柿子）（1996年）
- 男たちの挽歌・烈火之章（新喋血双雄）（1996年）
- （狭路険情）（1996年）
- （飛天）（1996年）
- 青春のつぶやき（美麗在唱歌）（1997年）
- （徴婚啓事）（1998年）
- （小倩）（1998年）
- 夜に逃れて（夜奔）（1999年）
- （新十字街頭）（2000年）
- （候鳥）（2001年）
- ダブル・ビジョン（双瞳）（2002年）
- 20.30.40の恋（20-30-40）（2004年）
- イノセントワールド -天下無賊-（天下無賊）（2005年）
- （生日快楽）（2006年）
- （心中有鬼）（2007年）
- （綁架）（映画祭邦題「誘拐ゲーム」、2007年）（中国映画祭2007で上映）
- （一個好爸爸）（CS放映題「パパはゴッドファーザー?!」、2008年）
- ホット・サマー・デイズ（全城熱戀熱辣辣）（2010年）
- ハッピーイヤーズ・イブ（全球熱戀）（2011年）
- Mr.&Mrs.シングル（隠婚男女）（2011年）（2012東京／長崎・中国映画週間で上映）
- 星空（星空）（2011年）
- スピード・エンジェルス（極速天使）（2011年）
- 妻の愛、娘の時（相愛相親）（2017年）
- 僕らの先にある道（后来的我们）（2018年）監督のみ

### テレビドラマ
- 西太后の紫禁城（日落紫禁城）（1998年）
- （人間四月天）（2000年）
- （粉紅女郎）（2002年）
- 恋する爆竹（双響炮）（2002年）
- 新しい結婚時代（2006年）

### 舞台
- 花季未了　(By the End of Floral Season)　（1998年）
- 半生縁　(18 Springs)　（2003年、2004年、2005年）
- 紅娘的異想世界之在西廂（2011年）

### CD
- 飲食男女 之 世間情歌　（1994年）
- 少女小漁　（1995年）
- 雨季　（1995年）
- 決定/Decision　（1995年）
- 打了一把鑰匙給你/A Key For You　（1996年）
- 到処乱走/Running Around　（1997年）
- 愛情音楽電　（1998年）
- 很愛很愛你/Love You More & More　（1999年）
- 我等你/Waiting For You　（2000年）
- プリンセス・フロム・イースト'01　（2001年）
- 年華/Full Bloom　（2001年）
- Rene’s Special Collection　（2001年）
- 一輩子的孤単/Love and the City　（2002年）
- 我的失敗與偉大　（2003年）
- SRS（李心潔、劉若英、張艾嘉） 20.30.40 愛得精采　（2003年）
- 聴説？　（2004年）
- 一整夜　（2005年）
- 生日快楽/Happy birthday soundtrack　（2007年）
- 我很好　（2008年）
- 在一起　（2010年4月）
- 親愛的路人　（2013年）
- 我要你好好的　（2015年）